# Barbara Liecht
Barbara Liecht (* 1560 in Winterthur oder Wil SG; † 4. Februar 1620 in Münsterlingen) war eine Schweizer Dominikanerin und Priorin des Klosters St. Katharina in Wil.

## Leben
Liecht legte ihre Profess im Jahr 1579 ab. 1585 wurde sie zur Priorin gewählt. Ab 1590 organisierte sie den Wiederaufbau des Klosters auf dem Nollen nach dem Brand im Jahr 1590. Im Jahr 1594 regelte sie gemeinsam mit Fürstabt Joachim Opser die Verhältnisse zur reformierten Stadt St. Gallen und sorgte so für sichere finanzielle Grundlagen für den Konvent. Ab 1605 organisierte sie die Übersiedlung des Konvents nach Wil. 1614 verkaufte sie die Grundstücke auf dem Nollen. 1620 starb sie in Münsterlingen, als sie dort die mit ihr verwandte Äbtissin Barbara Wirth besuchte.